# Hobro Produktionshøjskole
Hobro Produktionshøjskole er Danmarks første og ældste Produktionshøjskole.
Skolen blev oprettet af tidligere skoledirektør Kurt Christensen. Skolen tilbyder undervisning og vejledning til unge mellem 16 og 25 år, der er uden for det ordinære uddannelsessystem i dag. 